# 奥尔尚韦讷
奥尔尚韦讷（法語：Orchamps-Vennes，法語發音：[ɔʁʃɑ̃ vɛn]）是法国杜省的一个市镇，位于该省中东部，属于蓬塔利耶区。

## 地理
奥尔尚韦讷（47°8'3"N, 6°31'31"E）面积24.79 平方千米，位于法国勃艮第-弗朗什-孔泰大區杜省，该省份为法国东部内陆省份，北起上索恩省，西接汝拉省，东部及东南部与瑞士接壤，东北部与贝尔福地区省接壤。
与奥尔尚韦讷接壤的市镇（或旧市镇、城区）包括：富尔内-吕桑、日耶、弗朗日布什、洛赖、韦讷。

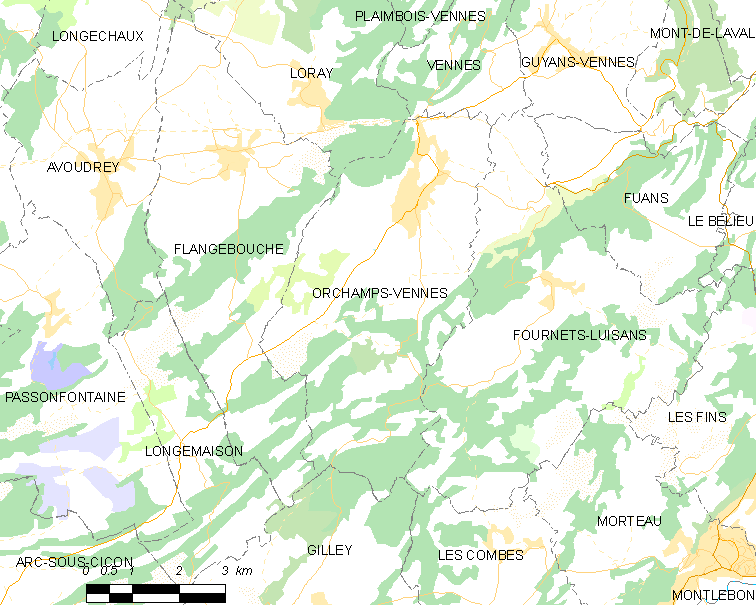
奥尔尚韦讷的OSM定位图

奥尔尚韦讷的时区为UTC+01:00、UTC+02:00（夏令时）。

## 行政
奥尔尚韦讷的邮政编码为25390，INSEE市镇编码为25432。

## 政治
奥尔尚韦讷所属的省级选区为瓦尔达翁县。

## 人口

1962-2008年间奥尔尚韦讷人口变化图示

奥尔尚韦讷于2022年1月1日时的人口数量为2180人。